# Phyteuma hedraianthifolium
Phyteuma hedraianthifolium là loài thực vật có hoa trong họ Hoa chuông. Loài này được Rich.Schulz miêu tả khoa học đầu tiên năm 1904.